# Белый, Виталий Дмитриевич
Виталий Дмитриевич Белый (15 июня 1971, СССР) — российский футболист, защитник.

## Карьера
Свою профессиональную карьеру начал в 1993 году. В своем дебютном первенстве Белый выступал за команду Второй лиги «Спартак-Арктикбанк» из Архангельска. По окончании сезона футболист вместе со своим одноклубником Михаилом Коротаевым переехал в Эстонию. Там они заключили контракт с клубом «Транс». За этот коллектив Белый отыграл 4 года. Вместе с ним он становился призёром чемпионата Эстонии, выходил в финал кубка страны и принимал участие в розыгрыше еврокубков. Некоторое время защитник выступал за «Балтику» — другой футбольный коллектив из Нарвы.

## Достижения
- Бронзовый призёр Чемпионата Эстонии: 1994/95
- Финалист Кубка Эстонии: 1993/94